# Pseudupeneus orientalis
 Pseudupeneus orientalis és una espècie de peix de la família dels múl·lids i de l'ordre dels perciformes.

## Morfologia
Els mascles poden assolir els 24,9 cm de longitud total.

## Distribució geogràfica
Es troba a l'Illa de Pasqua.